# جزیره اسرارآمیز (فیلم ۱۹۴۱)
«جزیره اسرارآمیز» (روسی: Таинственный остров) فیلمی در ژانر علمی–تخیلی است. محصول سال ۱۹۴۱ کشور اتحاد شوروی می‌باشد